# Hammerspace

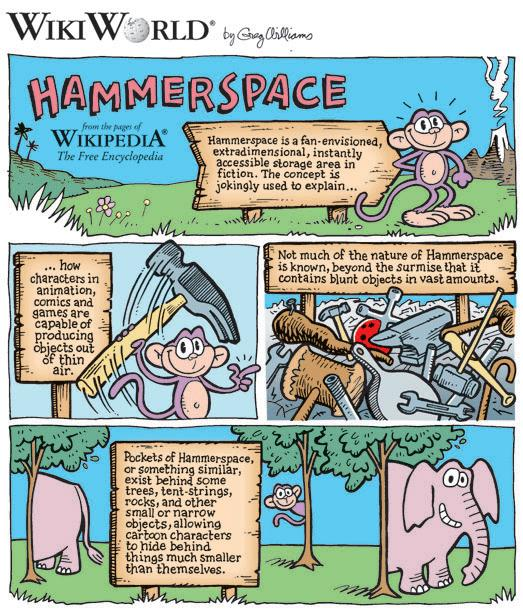
Bande dessinée en anglais expliquant la notion dhammerspace.

Le hammerspace, littéralement « espace du marteau », ou malletspace (« espace du maillet ») est un terme utilisé pour exprimer l'endroit d'où viennent les objets que les personnages font apparaître de nulle part dans les cartoons ou les jeux vidéo.
Ce procédé, permettant à un personnage de faire apparaître des objets spontanément est fréquemment utilisé dans les séries animées de l'Âge d'or de l'animation américaine comme les Looney Tunes ou Merrie Melodies.
On peut également citer l'exemple de Harpo Marx et du Mask, qui peuvent sortir un nombre infini d'objets de leurs poches qui ont l'air sans fond.